# 宇宙のランデヴー
『宇宙のランデヴー』（うちゅうのランデヴー、原題Rendezvous with Rama）は、アーサー・C・クラークが著した長篇SF小説。1973年刊。22世紀を舞台に、太陽系に進入した異星の宇宙船ラーマとのファースト・コンタクトが描かれている。ネビュラ賞、ヒューゴー賞受賞。未知の存在へのセンス・オブ・ワンダーを見事に描いた傑作として評価されている。

## あらすじ
西暦2130年、宇宙監視計画スペースガードが謎の物体を発見した。ラーマと名付けられた物体は当初小惑星だと思われていたが、宇宙探査機によって送られた映像に写っていたものは、円筒型をした疑いようもない人工の建造物だった。急遽、艦長ノートン中佐率いる宇宙船エンデヴァー号がラーマの探査へ派遣される。
以降、エンデヴァー号の調査隊によるラーマの探索が描かれていく。
ラーマの内部は空洞になっており、暗く静まり返っていた。探索を進め、彼らは内部を一巡りする環状の凍った海（円筒海）や、出入り口のない都市のような構造物を発見する。やがて、太陽に近づいて暖められたことで円筒海が溶け、さらに人工太陽によって明かりが灯される。生物ともロボットともつかない「バイオット」との遭遇や、独断でラーマに向けて発射されたミサイルといった危機を経て、更に太陽へ近づきつつあるラーマの最後の探検として、都市状構造物内部への侵入を試みる。そこで彼らは、ホログラムで記録されたラーマ人の工芸品カタログを発見する。
結局、エンデヴァー号は「ラーマ人」を発見することがないまま任務を終えた。ラーマは、なんらかのエラーから太陽に突入する軌道を取ったように思われたが、太陽に接近した上で恒星間飛行で失った物資を補給し、次なる地を目指して謎を残したまま太陽系を去っていった。ラーマの太陽系への接近は、計算された中継であったと、人類は理解した。
ラストシーンは、地球の科学者が感じた予感として「ラーマ人は何ごとも、三つ一組にしないと気がすまない。」という有名なフレーズで締めくくられる。

## 設定

### ラーマ
名前は古代インドの叙事詩『ラーマヤナ』の主人公ラーマから。発見当初に登録された名前は31/439。
時速10万キロメートル以上の速度で太陽系を通過する軌道を取っている。作中の天文学者によるとその軌道から100万年以上旅していると推定されるという。
外観は全長50キロメートル、直径20キロメートルの円筒型。内部の幅は16キロメートル。4分周期で自転している。遠心力によって内部側面の壁には直立することが出来る。
内部の両端はお椀型で、それぞれ「北半球」「南半球」と名付けられた。エンデヴァー号の調査隊がエアロックから進入した北半球は、先端が平らになっており、側面に向かって120度間隔で3本の階段が伸びている。南半球の端には巨大な尖塔が突き出ている。
側面部（中央平原）の中央には、壁を一周する幅10キロメートルの環状の溝に水を湛えた部分があり「円筒海」と名付けられた。溝の壁は北半球側に比べて南半球側が500メートルほど高い（北半球側を先にして駆動するため）。円筒海上には、幅3キロメートル、長さ10キロメートルの島があり、マンハッタン島にちなんで「ニューヨーク」と名付けられた。中央平原には他に6ヶ所都市のような構造物がある（それぞれローマ、北京、ロンドン、モスクワ、東京、パリ）。作中で、これらの構造物は都市ではなく、倉庫やバイオットを作る工場だと推測されている。

### バイオット
名前はバイオロジカル（生物学的）ロボットから。「掃除」「探査」といった目的別に、カニやクモに似たもの等の種類が登場する。有機体でありながら、消化器官も生殖器も持たず、体内の電池をエネルギー源にして活動している。

## スペースガード計画
実在するスペースガード計画は、この作品にちなんで命名された。作中では冒頭で、2077年に小惑星がイタリアへ衝突し甚大な被害をもたらした事が発足のきっかけになったと描写している。

## 受賞歴
主な受賞歴は以下。
- ネビュラ賞 長篇小説部門　1973年
- ヒューゴー賞 長編小説部門 1974年
- ローカス賞　長篇部門 1974年
- 英国SF作家協会賞　1973年
- ジョン・W・キャンベル記念賞　1974年
- ジュピター賞　1974年
- 星雲賞　海外部門　1980年

## シリーズ作品
続編として、ジェントリー・リーとの共著で『宇宙のランデヴー2』（1989年、原題Rama II）、『宇宙のランデヴー3』（1991年、原題The Garden of Rama）、『宇宙のランデヴー4』（1993年、原題Rama Revealed）がある。
『宇宙のランデヴー2』は、第一作から70年後という設定である。『宇宙のランデヴー2』から『宇宙のランデヴー4』までで三部作を形成している。作風はクラーク単著のものと大きく異なり、欲望渦巻く人間ドラマが描写されている。
また、ラーマシリーズのサイドストーリーとして、ジェントリー・リー単著で『Bright Messengers』 （1995年、日本語未訳）、『Double Full Moon Night』（1999年、日本語未訳）がある。

## ゲーム作品
1996年にSierra Entertainment社からPC用ゲーム『RAMA』が発売された。また、1998年にはプレイステーション用ゲームソフト『宇宙のランデヴー RAMA』が発売されている。

## 映画化
2000年代初頭に俳優のモーガン・フリーマンが映画化の権利を取得したが、2003年には資金集めに苦労していると明かしていた。IMDbでは一時期2009年公開予定とされていた。映画製作はフリーマンの制作会社 Revelations Entertainment が行う予定だった。Revelations のウェブサイトには『宇宙のランデブー』のページがあり、そこに監督として名が挙がっているのがデヴィッド・フィンチャーである。彼は2007年のインタビューで『宇宙のランデブー』の映画化に意欲を見せていた。しかし2008年、フィンチャーはこの映画が製作されない可能性が高いと述べた。脚本がなく、モーガン・フリーマンの健康状態が思わしくないことなどを理由に挙げている。IMDbからも削除された。
2010年、MTVのインタビューでフリーマンは脚本家の選定が難航していることを明かし、また3D映画として制作したいと述べている。2011年1月、フィンチャーはMTVのインタビューに現在企画中の『海底2万マイル』のリメイク（後に頓挫）を撮り終えた後に制作にとりかかる用意があることを明かしたが、先述のフリーマンと同じく脚本家の選定には時間がかかるだろう示した。
2012年2月のニール・ドグラース・タイソンのインタビューでフリーマンは、映画では自身がノートン中佐を演じてみたいとし「宇宙船の指揮官を演じるのは私の夢だ」と発言して映画製作への熱意を示し、タイソンから「早く公開してほしい」と嘆願されると、「映画を作るうえで最も難しいのは興行成績を出すことより、良い脚本を得ることなんだ」と答えている。
2021年12月、アルコン・エンターテインメントが映画の製作とドゥニ・ヴィルヌーヴが監督を務めること、制作にはフリーマンとRevelations Entertainmentも参加することを発表した。プロデューサーはアルコンの共同CEOのブロデリック・ジョンソンとアンドリュー・コソーヴが務める。2024年2月の時点ではヴィルヌーヴが脚本を執筆中である。

## 書誌情報
- アーサー・C・クラーク 『宇宙のランデヴー』 南山宏訳　早川書房〈海外SFノヴェルズ〉1979年 ISBN 978-4152020161
  - アーサー・C・クラーク 『宇宙のランデヴー』 南山宏訳　早川書房〈ハヤカワ文庫SF〉1985年　ISBN 978-4150106294
  - アーサー・C・クラーク 『宇宙のランデヴー』 〔改訳決定版〕南山宏訳　早川書房〈ハヤカワ文庫SF〉2014年　ISBN 978-4150119430
- アーサー・C・クラーク&ジェントリー・リー 『宇宙のランデヴー２』 山高昭訳　早川書房〈海外SFノヴェルズ〉1991年 ISBN 978-4152020734
  - アーサー・C・クラーク&ジェントリー・リー 『宇宙のランデヴー２（上下）』 山高昭訳　早川書房〈ハヤカワ文庫SF〉1994年 ISBN 978-4150110871, 978-4150110888
- アーサー・C・クラーク&ジェントリー・リー 『宇宙のランデヴー３』 山高昭訳　早川書房〈海外SFノヴェルズ〉1993年 ISBN 978-4152020789
  - アーサー・C・クラーク&ジェントリー・リー 『宇宙のランデヴー３（上下）』 山高昭訳　早川書房〈ハヤカワ文庫SF〉1996年 ISBN 978-4150111595, 978-4150111601
- アーサー・C・クラーク&ジェントリー・リー 『宇宙のランデヴー４（上下）』 冬川亘訳　早川書房〈海外SFノヴェルズ〉1995年 ISBN 978-4152020802, 978-4152020819
  - アーサー・C・クラーク&ジェントリー・リー 『宇宙のランデヴー４（上下）』 冬川亘訳　早川書房〈ハヤカワ文庫SF〉1997年 ISBN 978-4150111830, 978-4150111847